# Kara Lynn Joyce
Kara Lynn Joyce (n. 25 octombrie 1985, New York City, New York, SUA) este o înotătoare ce a reprezentat Statele Unite ale Americii, medaliată olimpică. A participat la 3 ediții ale Jocurilor Olimpice (2004, 2008, 2012) în care a câștigat 6 medalii de argint.